# Ophthalmitis pulsaria
Ophthalmitis pulsaria là một loài bướm đêm trong họ Geometridae.